# Coccophagus grenadensis
Coccophagus grenadensis är en stekelart som beskrevs av Hayat 1994. Coccophagus grenadensis ingår i släktet Coccophagus och familjen växtlussteklar. Inga underarter finns listade i Catalogue of Life.